# Wemeldinge

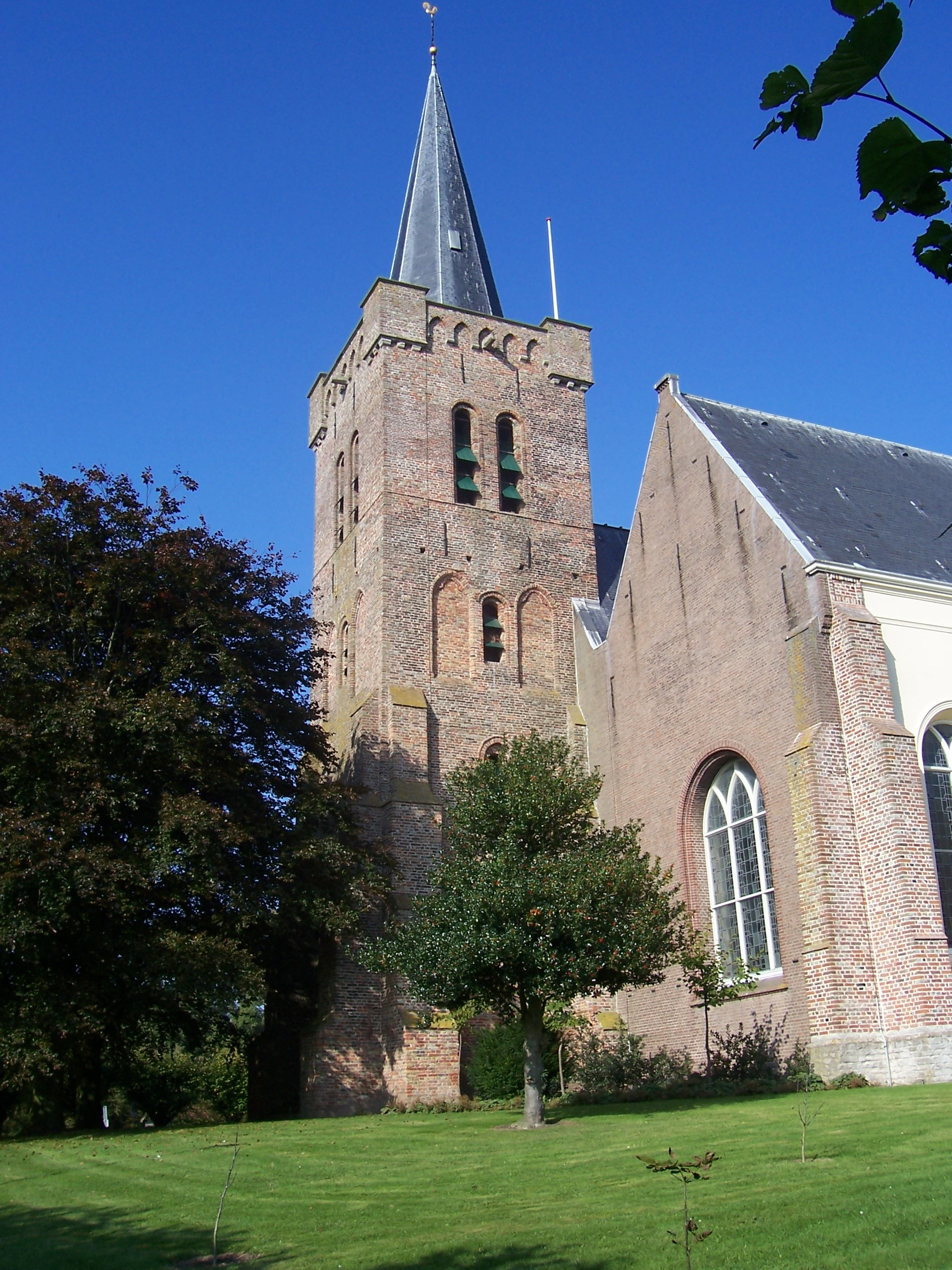
Kirche von Wemeldinge

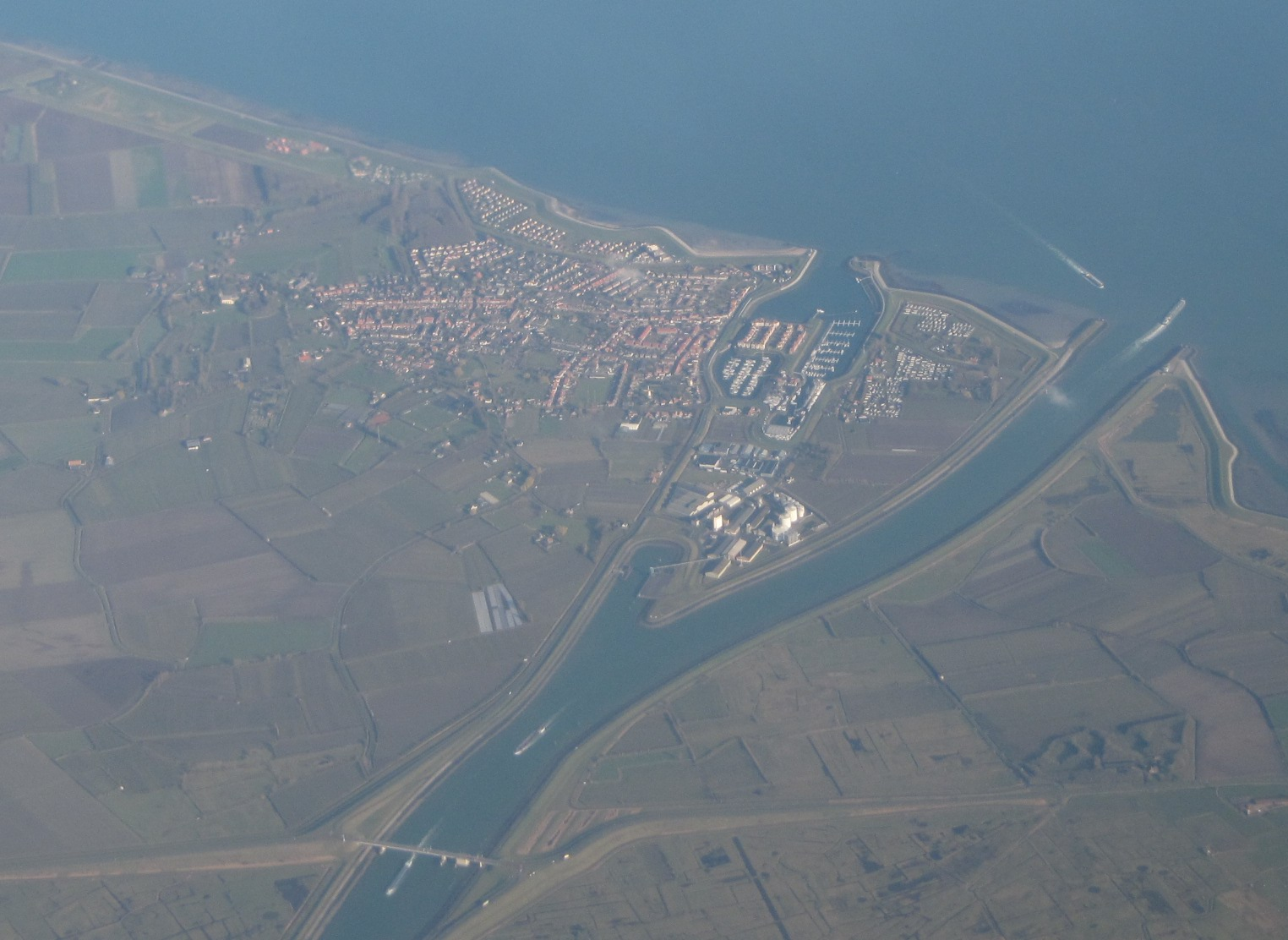
Luftaufnahme von Wemeldinge

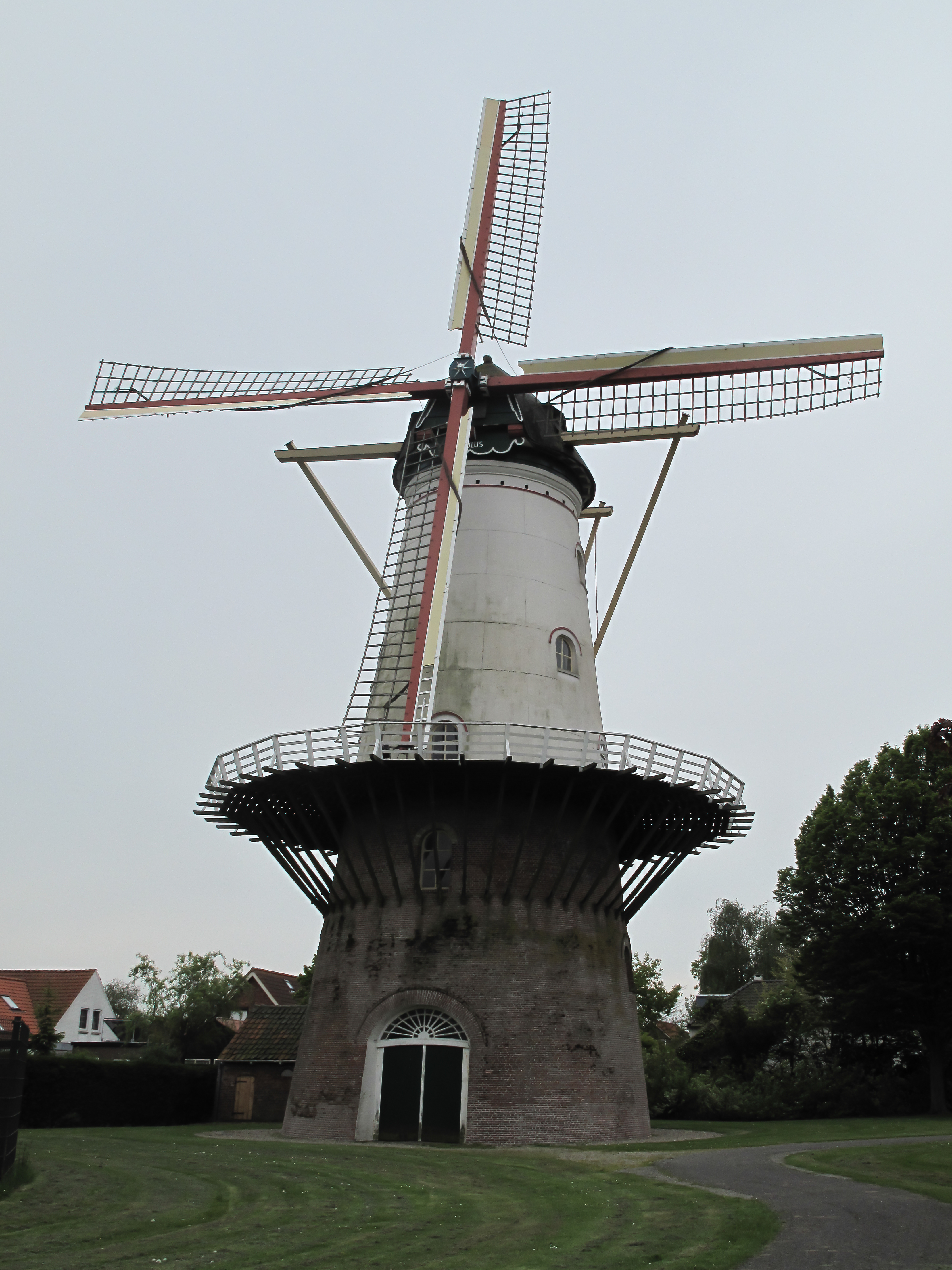
Historische Mühle Aeolus in Wemeldinge

Wemeldinge (seeländisch Weumeldienge) ist ein Dorf in der niederländischen Provinz Zeeland, an der Oosterschelde und der nördlichen Mündung des Kanal durch Zuid-Beveland. Bis 1970 war es eine eigenständige Gemeinde, seither Teil der Gemeinde Kapelle. 
In früheren Zeiten war die Wirtschaft vor allem auf den Fang von Fischen und die Austernzucht ausgerichtet. Inzwischen ist Wemeldinge vor allem touristisch erschlossen und hat zahlreiche Unterkünfte und mehrere Campingplätze sowie seit 1992 einen großen Yachthafen. Der Jachthafen ist über drei Schleusen erreichbar (die große, die mittlere und die kleine Schleuse), wobei die kleine Schleuse nur für den Ausflugsverkehr verwendet wird. 

## Namensherkunft
Der Name Wemeldinge kommt von einem Personennamen in Verbindung mit -inge. Der Personenname ist wahrscheinlich auf den germanischen Namen Wimald, eine Verkürzung von Werimbald, zurückzuführen. Früher wurde der Name auch auf Winiwald zurückgeführt. Wemeldinge bedeutet so viel wie die Leute (Männer) von Wimald. Orte in Zeeland, deren Name auf -inge enden, gehören zu den ältesten in der Provinz.

## Wappen und Flagge
Das Wappen von Wemeldinge ist ein goldenes Andreaskreuz. Der Schutzheilige des Dorfes ist der Heilige Andreas, der an einem solchen Schrägkreuz gekreuzigt wurde. Es wurde als Gemeindewappen am 31. Juli 1817 bestätigt, war aber bereits im 17. Jahrhundert in Verwendung. Die Bedeutung des Wappens ist jedoch nicht gesichert.
Die Flagge des Dorfes besteht aus drei schrägen Bahnen in den Farben des Wappens und wurde vom Gemeinderat am 18. November 1955 bestätigt.

## Geografie
Wemeldinge gehört seit 1970 zur Gemeinde Kapelle. Der Ort Kapelle ist etwa 3 Kilometer entfernt. Wemeldinge wird von vielen Weiden umgeben. Im Norden des Dorfes ist der Nationalpark Oosterschelde, der größte Nationalpark im europäischen Teil der Niederlande. 

## Sehenswürdigkeiten, Sonstiges
Auf einer Anhöhe in Wemeldinge findet sich die evangelische Maartenskerk mit einem Kirchturm aus dem 14. Jahrhundert und einem aus dem 15. Jahrhundert stammenden Langhaus (Schiff und Chor). Östlich der Kirche ist ein zwölf Meter hoher Fluchtberg (Vliedberg). Es ist dies der höchste Fluchtberg von Zeeland. Auf der anderen Seite der Kirche findet sich ein Fluchtberg mit einer Höhe von vier Metern. Wemeldinge hat zwei historische Mühlen, De Hoop aus dem Jahr 1866 und Aeolus von 1869.
Wemeldinge gehörte zur Ballei Utrecht des Johanniterordens.

## Persönlichkeiten aus Wemeldinge
- F.C. Dominicus (1884–1976), Linguist
- Jan Elburg, Dichter
- John Karelse, Fußballspieler, Trainer
- Cees Priem, Radrennfahrer, lebt in Wemeldinge.